# Verrucosa opon
Verrucosa opon Lise, Kesster & Silva, 2015 è un ragno appartenente alla famiglia Araneidae.

## Etimologia
Il nome della specie deriva dal fiume colombiano di rinvenimento degli esemplari: il Rio Opon.

## Caratteristiche
L'olotipo femminile rinvenuto ha lunghezza totale è di 12,50mm; la lunghezza del cefalotorace è di 9,50mm; e la larghezza è di 4,35mm.

## Distribuzione
La specie è stata reperita nella Colombia settentrionale: l'olotipo femminile è stato rinvenuto lungo il corso del Rio Opon, nel dipartimento di Santander.

## Tassonomia
Al 2015 non sono note sottospecie e non sono stati esaminati nuovi esemplari.